# Tramway de Lipetsk
Le tramway de Lipetsk est le réseau de tramways de la ville de Lipetsk, en Russie. Le réseau est composé de cinq lignes. Il a été officiellement mis en service le 7 novembre 1947.